# Barong tagalog

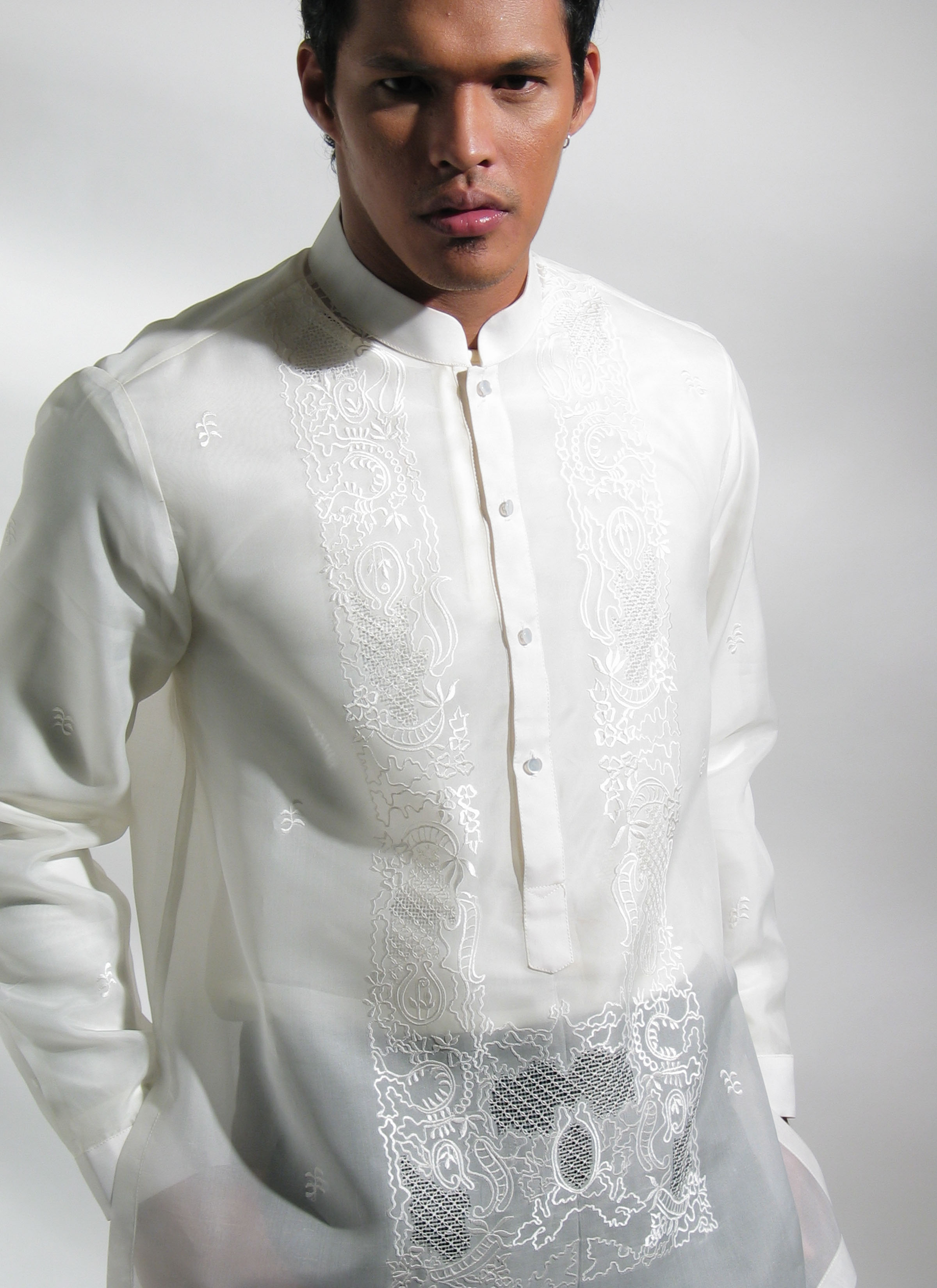
Un modello indossa un barong tagalog.

Il barong Tagalog (o semplicemente barong) è un indumento elegante tradizionale delle Filippine.
Si tratta di una sorta di camicia leggera e ricamata, da indossare al di fuori dei pantaloni, e al di sopra di una maglietta interna. È un tipico capo da matrimonio o da cerimonia per gli uomini, ma spesso anche per le donne, nelle Filippine. La parola barong tagalog, letteralmente vuol dire abito che è tagalog o tagalog abito (specificatamente la parola esatta è "baro na Tagalog") in lingua filippina.
Il barong fu reso popolare come abito formale dal presidente delle Filippine Ramon Magsaysay, che lo indossò in quasi tutti gli eventi ufficiali, inclusa la propria investitura a presidente. Il barong è stato ufficialmente riconosciuto come costume nazionale da un decreto del presidente Ferdinand Marcos nel 1975.
È incerto se il barong sia una variante locale o un precursore della guayabera, una camicia diffusa nell'America Latina. Chi sostiene che il barong sia precursore della guayabera asserisce che la guayabera era originariamente chiamata "filipina" durante il periodo in cui i galeoni spagnoli percorrevano la rotta commerciale tra Manila e il Messico.

## Descrizione

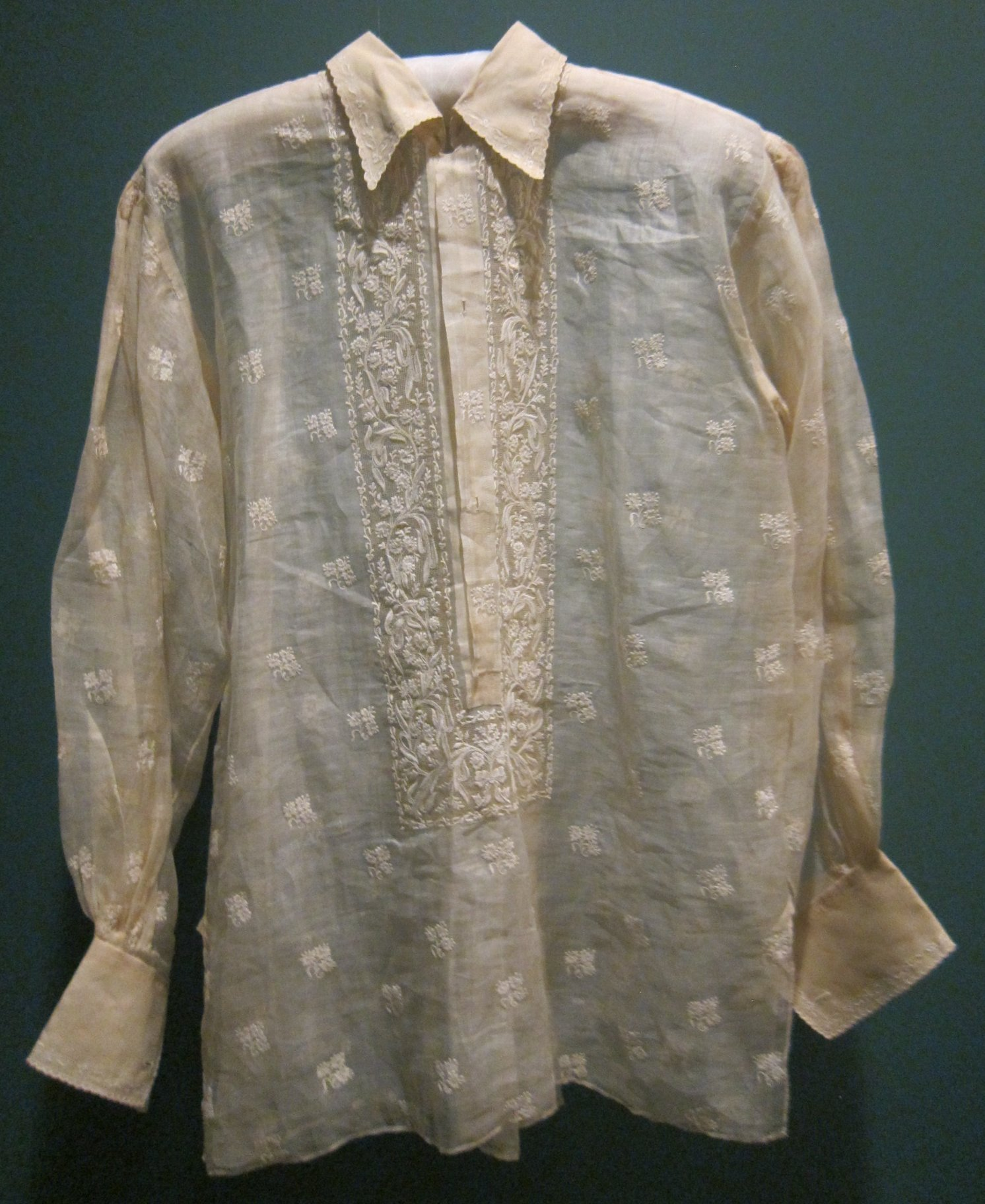
Barong Tagalog della fine del XIX secolo realizzato in piña con ricami sia pechera (sul lato frontale della camicia) che sabog (sparsi), proveniente dal Museo d'arte di Honolulu.

Barong Tagalog è una camicia formale solitamente realizzata in tessuto leggero ma rigido noto come nipis (solitamente tessuto con fibre di piña o abacá). Quando si utilizzano tessuti velati, si indossa sopra una maglietta intima conosciuta come camisón o camiseta, che può avere maniche corte o lunghe. Il termine camisa de chino è usato anche per camicie senza colletto e senza polsini, dal nome della sua somiglianza con le camicie indossate dai lavoratori cinesi. Si indossa con pantaloni con cintura e scarpe eleganti. Il copricapo, quando indossato, è un salakot o un cappello buntal (e storicamente anche cappelli a cilindro o bombette). L'indumento mescola elementi delle tradizioni autoctone e spagnole.
I barong Tagalog possono variare considerevolmente in termini di design e materiale utilizzato, ma condividono caratteristiche comuni quali maniche lunghe, ricami, abbottonatura (a metà o direttamente sul petto) e assenza di tasche. Sono anche indossati in modo ampio e hanno spacchi su entrambi i lati. Storicamente, il materiale utilizzato per il barong Tagalog dipendeva dalla classe sociale di chi lo indossava e dalla formalità dell'occasione. I barong Tagalog fatti di materiale fine e trasparente come i nipi erano indossati in gran parte dalle classi superiori o erano usati per occasioni festive; mentre i barong Tagalog realizzati con materiali opachi più economici come cotone o sinamay erano usati dalle classi inferiori o per l'uso quotidiano. La qualità del materiale e la complessità dei ricami erano spesso segni dello status e della ricchezza di chi li indossava.
I ricami del barong Tagalog sono comunemente posti su una sezione rettangolare sul davanti del petto (nota come pechera, "fronte della camicia", dallo spagnolo pecho, "petto"), e/o su tutta la camicia (sabog, dal tagalog per "sparso"). Presentano varie tecniche di ricamo, tra cui calado e doble calado ("traforato" e "doppio traforato", tipi di ricamo a filo disegnato traforato), encajes de bolilio (pizzo veneziano) e sombrado (ricamo ombra). Possono avere anche altri tipi di ornamenti, come alforza (pieghe), suksuk (trame flottanti) e persino disegni dipinti a mano.
Occasionalmente le versioni femminilizzate vengono indossate dalle donne, sia come dichiarazione di moda egualitaria che di alta moda; o come forma di power dress (uno stile di moda che consente alle donne di affermare la propria autorità in un ambiente professionale e politico tradizionalmente dominato dagli uomini) quando indossato da donne politiche (come Corazon Aquino durante la sua presidenza). Tuttavia, la controparte femminile diretta del barong Tagalog è il baro't saya (o versioni più formali di esso come traje de mestiza e terno), ed entrambi condividono le stesse origini precoloniali.

## Storia

### Era precoloniale

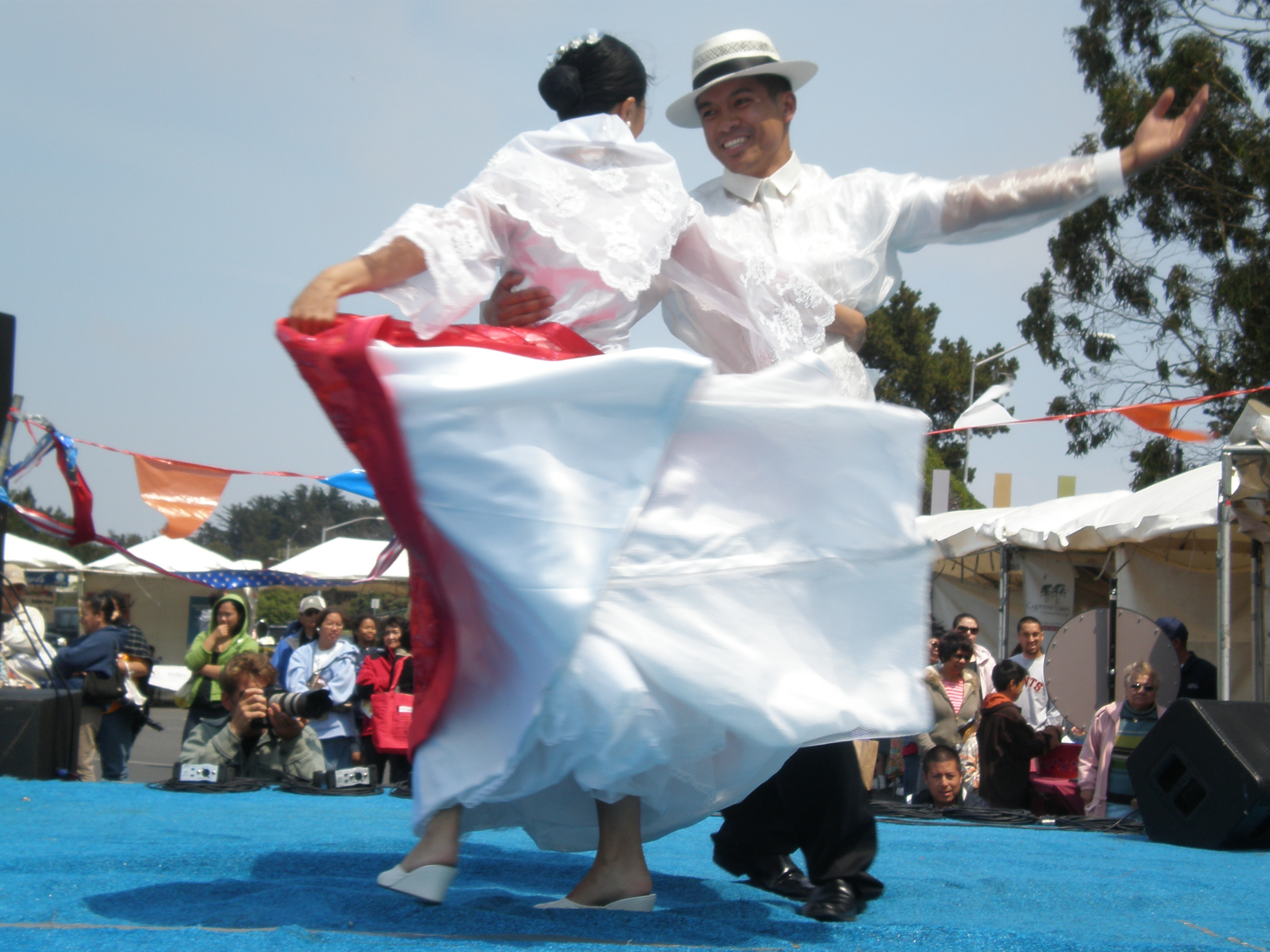
Ballerini in barong Tagalog (con un cappello buntal) e traje de mestiza che eseguono Jota Cagayana.

Il barong Tagalog ha origine dal tagalog baro (letteralmente "camicia" o "abbigliamento", noto anche come barú o bayú in altre lingue filippine), una semplice camicia o giacca senza colletto con maniche lunghe aderenti indossata sia da uomini che da donne nella maggior parte dei gruppi etnici nelle Filippine precoloniali. Questi erano realizzati con un tessuto grezzo simile al lino tessuto con fibra di abacá nativa o con tessuti importati tessuti con seta, cotone e kapok, tra gli altri. Questo tipo di camicia era conosciuta dagli spagnoli come canga o chamerreta. Tra gli uomini Tagalog, erano comunemente abbinati a un rettangolo di stoffa riccamente decorata noto come salaual o salawal indossato al ginocchio e redatto al centro (come un dhoti indiano o un sompot chong kben tailandese e cambogiano); mentre nelle donne erano abbinati ad una gonna avvolgente detta tapis.
Il baro di solito si estende appena sotto la vita. Tuttavia, nelle Visayas, a parte simili combinazioni baro (che avevano maniche più corte) e salaual, gli uomini indossavano anche varianti colorate simili a tuniche e cappotti che potevano estendersi ben sotto le ginocchia (conosciute come marlota e baquero in spagnolo, rispettivamente). A volte erano allacciati in vita. Tra i Tagalog, le tinture rosse e le rifiniture dorate indicavano l'appartenenza a un membro della nobiltà (maginoo) o della casta dei guerrieri (maharlika). Il design del baro originale fu influenzato dal commercio e dal contatto con le regioni vicine, l'influenza più notevole fu la kurta dell'Asia meridionale.

### Era coloniale spagnola

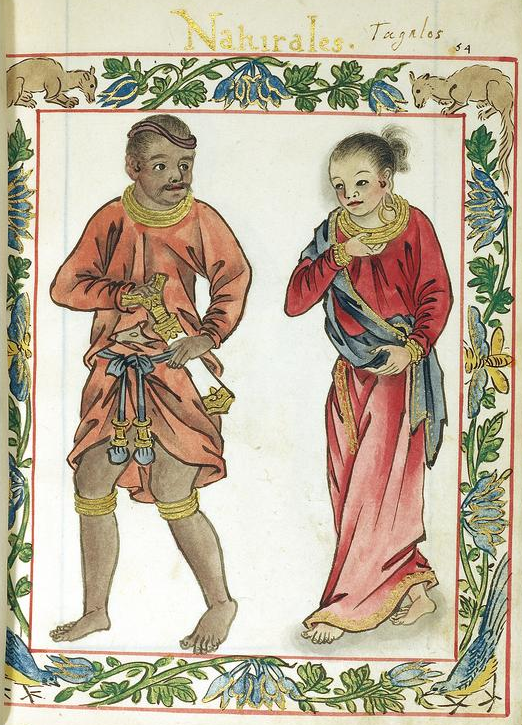
Tagalog maginoo (nobiltà) che indossa il baro nel Boxer Codex, un manoscritto spagnolo della fine del XVI secolo prodotto nelle Filippine (1590 circa).

Le prime testimonianze di abbigliamento nelle Filippine durante l'era coloniale spagnola dal XVI al XVIII secolo erano limitate, quindi l'esatta evoluzione del baro precoloniale nel moderno barong Tagalog non può essere stabilita con precisione. Sulla base di illustrazioni e resoconti scritti, tuttavia, i baro erano ancora in gran parte indossati solo dalla gente comune durante questo periodo. Erano per lo più identici al baro precoloniale ed erano realizzati con tessuti abacá opachi simili al lino, e quindi mancavano i colletti, i bottoni e i ricami degli stili baro successivi. Il couturier Jose "Pitoy" Moreno ha ipotizzato che questo stile di camicia di transizione fosse la camisa de chino dei secoli successivi, il che la rende un precursore del barong Tagalog. Le raffigurazioni di membri delle classi superiori principalia (compresi nativi e meticci) nel XVIII secolo mostravano che indossavano invariabilmente abiti in stile europeo.
Il primo precursore del baro a guadagnare il favore delle élite locali e meticce fu il barong mahaba (letteralmente "lungo baro") che divenne prominente a partire dagli anni venti dell'Ottocento. Questi erano molto più lunghi del moderno barong Tagalog e arrivavano leggermente sopra le ginocchia. Erano anche comunemente a strisce con colori vivaci come il blu, il rosso o il verde. Tuttavia, mostravano già i tratti distintivi del moderno barong Tagalog, tra cui l'essere realizzati in materiale nipis trasparente, ricami, maniche lunghe e una silhouette ampia con spacchi su entrambi i lati. Tuttavia, mancavano i pulsanti. I primi esempi di barong mahaba di solito avevano colletti alti o addirittura gorgiere in stile elisabettiano con cravatte strette. I barong Mahaba erano generalmente indossati con pantaloni colorati dal taglio dritto con strisce, quadretti o motivi simili a plaid (generalmente realizzati con tessuti cambaya, rayadillo e calicò), cappelli a cilindro (sombrero de copa) e un tipo di scarpe slip-on (basse e senza lacci) in velluto o pelle ricamate conosciute come corchos. Sebbene i barong mahaba fossero generalmente indossati larghi, a volte venivano fissati con fili di seta attraverso tre aperture intorno alla vita, sopra o sotto la camicia. Il tessuto trasparente utilizzato dal barong mahaba richiedeva anche l'uso di una maglietta, nota come camisón o camiseta, che veniva indossata anche da sola dalla gente comune.
Nel 1840, il barong mahaba passò in gran parte fuori moda. In questo periodo, si è evoluto nel moderno barong Tagalog "classico", essendo molto più corto con colletti piegati meno ostentati, pur mantenendo il tessuto trasparente e altre caratteristiche baro. Erano anche indossati con cappelli più piccoli come i cappelli a bombetta (sombrero hongo) o i cappelli buntal nativi. Inizialmente venivano abbinati a pantaloni più ampi, anche se verso la fine del XIX secolo assunsero gradualmente le dimensioni dei pantaloni moderni. Anche i colori del barong tagalog divennero più tenui e monocromatici, in contrasto con i colorati gruppi barong mahaba dei decenni precedenti. I barong Tagalog dalla metà del XIX secolo in poi erano solitamente combinazioni di bianco e nero, blu e bianco o completamente bianco. Il baro indossato dalla gente comune prediligeva anche i colori più scuri come il marrone o il blu, solitamente abbinati a pantaloni di seta bianca.
Questo tipo di barong Tagalog era comune tra i dipendenti pubblici e gli uomini d'affari, che di solito li indossavano sotto le giacche (chaqueta). Il baro trasparente veniva indossato anche da nativi e meticci per feste, attività ricreative come il ballo o per la chiesa. Tuttavia, gli abiti in stile occidentale divennero più popolari tra gli studenti della fiorente classe istruita dell'ilustrado.
Una variante notevole del barong Tagalog durante questo periodo era il baro cerrada (letteralmente "baro chiuso"). Il suo nome deriva dal colletto chiuso. Era realizzato in materiale opaco (che può essere bianco o di colori più scuri) ed era abbinato a pantaloni bianchi. Questo stile baronale rimase popolare fino agli inizi del 1900.
Una credenza comunemente ripetuta ma falsa è che i colonizzatori spagnoli fecero indossare ai nativi il loro barong Tagalog con le falde della camicia pendenti per distinguerli dalla classe dirigente; il suo tessuto traslucido mostrava presumibilmente che chi lo indossava non nascondeva un'arma sotto. Non ci sono documenti storici di questo periodo dal XVI alla fine del XIX secolo. Nessuna normativa imponeva l'uso di materiali trasparenti o vietava di rimboccare le camicie da uomo. I baro venivano sempre indossati fuori dai pantaloni, anche nel periodo precoloniale; e fino al XIX secolo non erano realizzati in tessuto nipis traslucido.
Sebbene lo stile e i tessuti indossati dalle diverse classi variassero durante il periodo coloniale spagnolo, ciò era dovuto alla moda, alla ricchezza e alla distinzione di classe, piuttosto che alla legge. La maggior parte della gente comune durante il periodo coloniale indossava abiti baro realizzati con tessuti opachi più economici e durevoli, mentre i costosi tessuti nipis erano indossati principalmente dalle classi superiori. Anche i nativi (indios discendenti dalla nobiltà precoloniale) e i meticci (sia metizos de Español che metizos de sangley) facevano parte delle classi aristocratiche superiori (principa) e non erano limitate agli europei.
Indios e meticci, indipendentemente dalla classe, indossavano barong Tagalog e abiti in stile europeo a seconda di ciò che potevano permettersi e che erano di moda all'epoca. L'uso del barong Tagalog aveva tuttavia connotazioni razziali, poiché la maggior parte delle persone di pura discendenza europea (insulares, criollos e peninsulares) conservavano i propri stili di abbigliamento e ignoravano in gran parte le mode native.

### Era coloniale americana

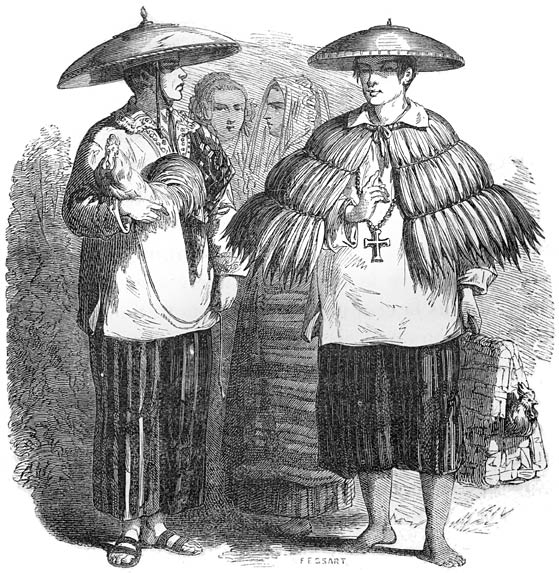
Abbigliamento tradizionale tagalog completo per la gente comune della classe operaia durante l'era coloniale spagnola, con barong Tagalog, esclavina (mantelle antipioggia) e copricapo salakot (1855 circa).

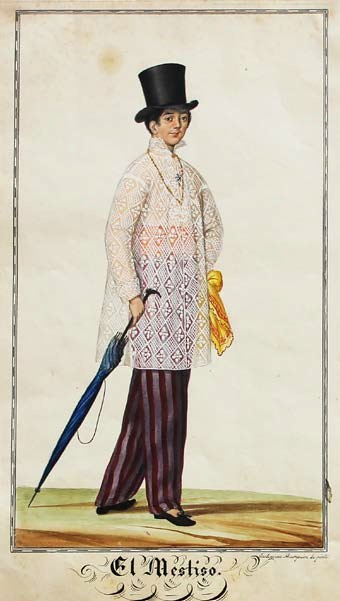
Barong mahaba con collare a gorgiera raffigurato in El Mestiso di Justiniano Asuncion (1841 circa).

La popolarità del barong Tagalog diminuì ulteriormente durante il periodo coloniale americano. È stato sostituito da abiti (noti come Americana nelle Filippine) e smoking nella maggior parte delle funzioni formali. Al contrario, le donne persistevano a indossare il terno nativo (una versione modernizzata e unificata del baro't saya), che veniva poi associato alle suffragette. Tuttavia, il Barro cerrada rimase popolare come abbigliamento informale per il tempo libero.
Un notevole barong Tagalog durante questo periodo fu il "Commonwealth Barong Tagalog" indossato dal presidente Manuel L. Quezon, che presentava ricami delle bandiere del Commonwealth delle Filippine e degli Stati Uniti. Tuttavia, a parte questo, Quezon indossava principalmente abiti formali in stile americano e non promuoveva il barong Tagalog.

### Era moderna
Dopo l'indipendenza delle Filippine il 4 luglio 1946, l'Americana, ovvero giacca e cravatta, continuò a essere l'abbigliamento formale dominante, indossato dai presidenti Manuel Roxas ed Elpidio Quirino. Nel 1953, tuttavia, il presidente Ramón Magsaysay vinse le elezioni essendo "un uomo di massa". Ha indossato deliberatamente un barong Tagalog alla sua inaugurazione. La stampa ha esaltato il simbolismo di Magsaysay in un barong Tagalog e dell'uscente Quirino in un abito in stile occidentale come simbolo della "rottura" tra le Filippine indipendenti e il suo passato coloniale. Indossava anche il barong Tagalog nella maggior parte delle funzioni statali pubbliche e private. L'uso da parte di Magsaysay del barong Tagalog come abbigliamento formale non ha precedenti nei tempi moderni. Il suo esempio fu seguito da altri presidenti filippini e, al tempo del mandato di Diosdado Macapagal negli anni '60, aveva riacquistato il suo status di abbigliamento formale. Ferdinand Marcos, in particolare, indossava il barong tagalog quasi in ogni occasione. Nel 1975, Marcos emanò un decreto affinché il barong Tagalog, insieme al baro't saya, diventasse l'abbigliamento nazionale ufficiale. Dal 5 all'11 giugno è stata anche dichiarata la "Settimana Barong Tagalog".
In seguito al decreto di Marcos, il barong Tagalog è diventato ampiamente obbligatorio come abbigliamento da ufficio sia per i dipendenti del governo che per le società private, nonché per le uniformi scolastiche. Negli anni '70 e '80, aziende come Philippine Airlines, Ayala Corporation e Allied Bank prescrivevano il barong Tagalog come uniformi. Durante questo periodo si svilupparono varie versioni semi-formali e informali del barong Tagalog, tra cui il polo barong a maniche corte e il barong di lino. Nel 1998, il giudice della Corte Suprema Hilario Davide, Jr. ha imposto l'uso del barong Tagalog per tutti i dipendenti della magistratura delle Filippine.
Sebbene il barong Tagalog fosse ora considerato un abito formale, non guadagnò popolarità come abito da sposa per gli sposi nelle Filippine del primo dopoguerra. Nella maggior parte dei matrimoni lo sposo indossava un abito western e la sposa un terno. Tuttavia, negli anni ’90, la situazione si è invertita. Gli sposi ora indossano quasi sempre il barong Tagalog, mentre le donne preferiscono abiti da sposa in stile occidentale.

## Tipi di materiale utilizzato

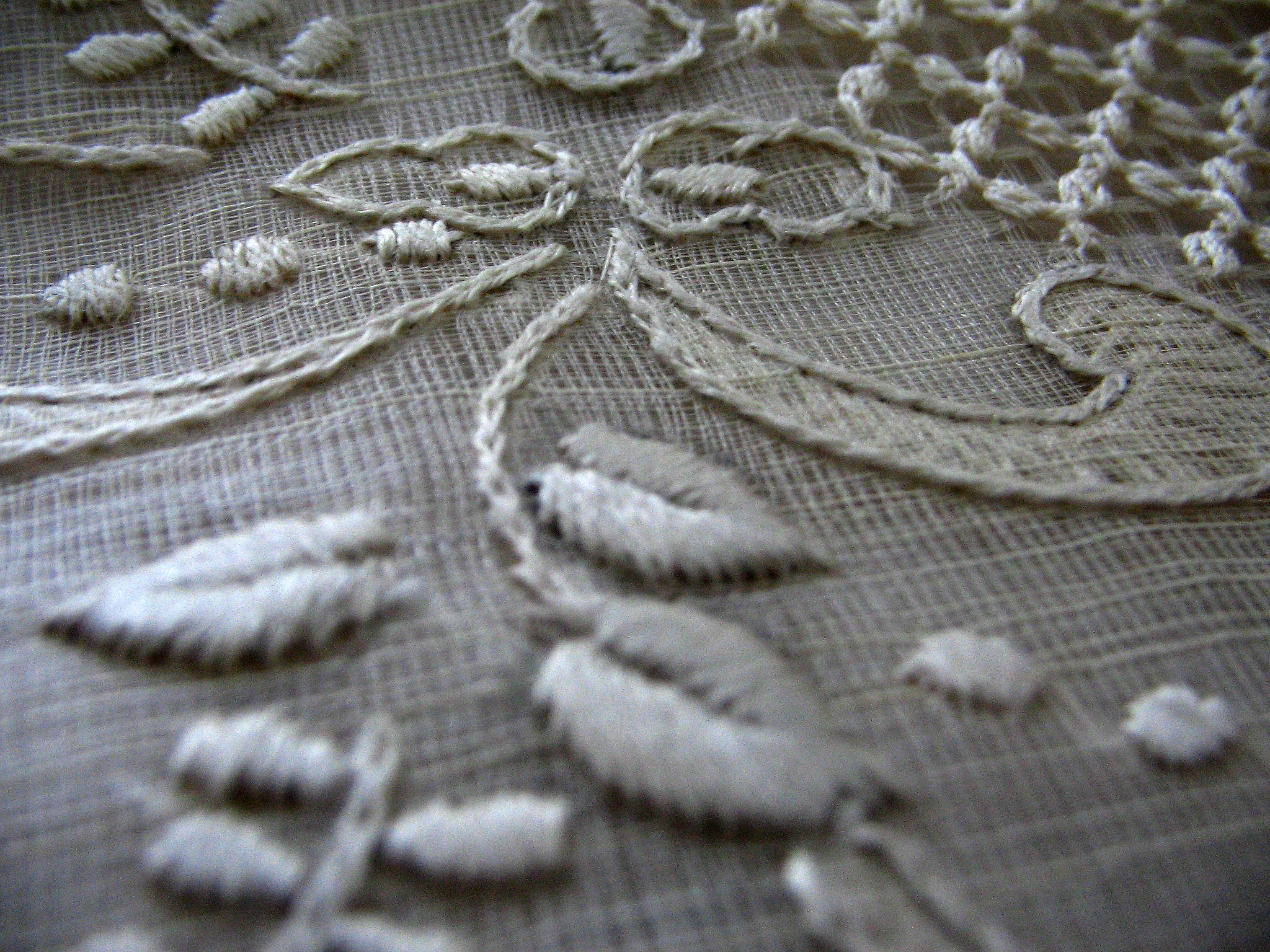
Particolare del tessuto e ricamo su barong Tagalog fatto di Piña.

I migliori barong Tagalog sono realizzati con una varietà di tessuti velati indigeni (nipis). I materiali tradizionali più comuni utilizzati sono elencati di seguito. I tessuti utilizzati possono anche essere compositi di due materiali diversi (come cotone e jusi o seta e piña). Inoltre, i barong più informali possono anche utilizzare tessuti opachi comuni come cotone, lino, poliestere o ramiè.
- Piña – un tradizionale tessuto velato tessuto a mano con fibre di foglie di ananas. Ha una struttura fine, lucente, simile alla seta e ha una sfumatura giallastra naturale. È il materiale più costoso e molto apprezzato per il barong Tagalog, a causa della sua difficoltà di produzione, qualità e rarità. È caratterizzato da fibre di spessore irregolare che conferiscono al tessuto l'aspetto di striature[19][20].
- Piña seda - un tessuto tradizionale creato intrecciando fibre di piña e seta (seda). Di solito è meno costoso del barong Tagalog realizzato esclusivamente con la piña, ma è più costoso di altri tipi di materiale. È caratterizzato da fibre di piña sulla trama trasversale e fibre di seta sull'ordito longitudinale. È un colore giallo più chiaro del barong Tagalog fatto con piña[19][20][21].
- Jusi – un tradizionale tessuto velato tessuto a mano con fibre di abaca. Ha una consistenza lucida e un colore bianco sporco naturale. È meno costoso della piña, ma è comunque considerato un materiale classico. Ha la tendenza a diventare fragile nel tempo. Inoltre intreccia comunemente seta, cotone o altre fibre. A volte viene erroneamente identificato come costituito da fibre di "banana"[17]. Dagli anni '60 in poi, la maggior parte dei tessuti etichettati come jusi sono in realtà tessuti jusilyn e organza. Questi tessuti non sono tradizionali, ma sono sostituti tessuti meccanicamente più economici, in gran parte provenienti dalla Cina[22].
- Piña jusi - simile alla piña seda, intreccia le fibre di piña con le fibre di jusi. È meno costoso della piña pura, ma è più costoso del jusi puro[23].
- Pinukpok - un tradizionale tessuto ruvido e opaco realizzato con fibre di abaca. È principalmente un prodotto della regione di Bicol[24].
- Sinamay – un tradizionale tessuto opaco realizzato con fibre di abaca a trama larga. È più economico di altri materiali di abaca e ha una consistenza grossolana.
- Jusilyn - un moderno tessuto tessuto meccanicamente realizzato in seta o cotone e poliestere, realizzato appositamente per assomigliare al tessuto jusi. È meno costoso del jusi ed è più opaco. A differenza della piña, ha fibre dalla consistenza uniforme e dal colore bianco sporco, prive delle caratteristiche striature della piña o del jusi. A volte può essere verniciato chimicamente per dare un aspetto più vicino ai tessuti tradizionali e può anche essere venduto come tessuti piña o piña seda contraffatti[17][21][25].
- Organza – un moderno tessuto tessuto meccanicamente in seta o poliestere proveniente dalla Cina. Ha una consistenza lucida e uniforme, anche se può essere considerata troppo lucida. È il materiale più economico utilizzato per il barong Tagalog formale[17][22].

## Variazioni

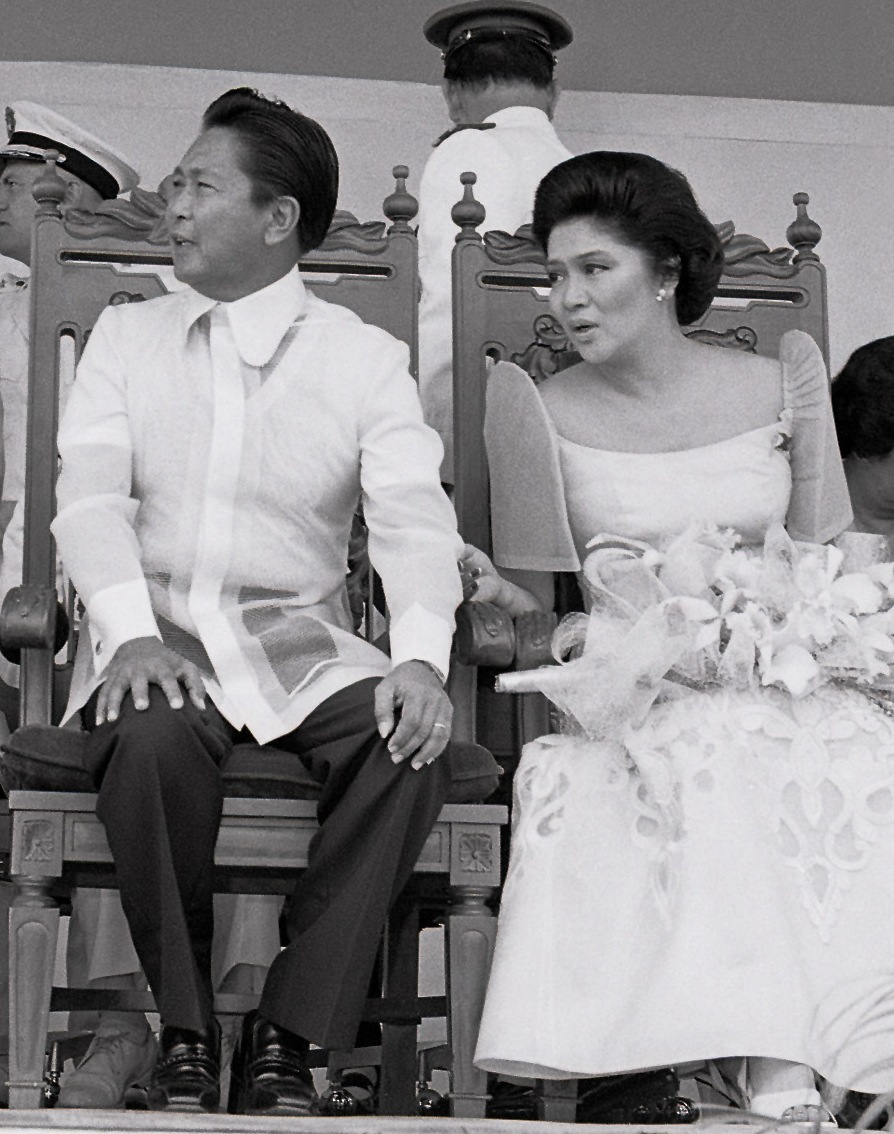
Ferdinand Marcos (in un barong Tagalog di Pierre Cardin) con Imelda Marcos (in un terno) durante le cerimonie di turnover della base aeronautica di Clark del 1979.

Il termine barong Tagalog è usato quasi esclusivamente per riferirsi alla versione formale del barong. Le varianti con nome del barong Tagalog includono quanto segue:

### Storico
- Barong mahaba (lett. "lungo baro"), è un tipo di barong Tagalog popolare all'inizio del XIX secolo. Erano molto più lunghi dei moderni barong Tagalog, raggiungendo lunghezze appena sopra il ginocchio. Erano realizzati in materiale trasparente (comunemente con strisce longitudinali) ed erano tipicamente abbinati a pantaloni dal taglio dritto con motivi a strisce. Normalmente venivano indossati larghi, ma a volte potevano essere stretti in vita. Presentavano una varietà di stili di colletto, comprese gorgiere in stile elisabettiano[26].
- Baro cerrada, noto anche come Americana cerrada, è un tipo di barong Tagalog che divenne popolare durante il 1890 e il primo periodo coloniale americano. Il nome significa "camicia chiusa" e si riferisce al colletto chiuso. Erano realizzati in materiale opaco (che può essere bianco o di colori più scuri) e solitamente venivano indossati con pantaloni bianchi. Durante il periodo americano, venivano indossati come abbigliamento quotidiano meno formale, in contrapposizione agli abiti in stile americano[26].
- Pinukpok era una versione più lunga simile a un cappotto del barong Tagalog della metà del XIX secolo. Il suo nome (letteralmente "battuto") deriva dal tessuto utilizzato, pinukpok, che era costituito da fibre di abacá martellate manualmente in fili prima di essere intrecciate in un tessuto ruvido e opaco. Erano indossati da funzionari governativi come tenientes del barrio (capi villaggio) e gobernadorcillos (governatori municipali) come soprabiti[14]. Oggi, il nome è applicato anche al barong Tagalog opaco formale con tagli convenzionali realizzati con lo stesso materiale abacá[24].

### Moderno
- Il barong Tagalog di Pierre Cardin è un tipo distintivo di barong Tagalog formale moderno reso popolare dal dittatore Ferdinand Marcos. È stato creato dallo stilista Jean Paul Gaultier di Pierre Cardin. Presentava elementi della moda degli anni '70, tra cui un taglio affusolato e aderente, colletti rigidi a punta oversize (spesso caratterizzati come un "colletto Elvis Presley"), polsini e maniche svasate. Si indossava anche con pantaloni a zampa d'elefante[3][19][24][27].
- Polo barong si riferisce a una versione a maniche corte del barong, spesso realizzata in lino, ramiè o cotone. Questa è la versione meno formale del barong ed è spesso usata come abbigliamento da ufficio da uomo (simile all'abito e alla cravatta occidentali).
- Gusót-mayaman e lino barong sono barong realizzati con lino o tessuti simili al lino (come il ramiè). Il nome, tradotto in modo approssimativo, significa "[camicia] spiegazzata dei ricchi" e si riferisce alla loro tendenza ad acquisire pieghe simili alla carta quando indossati a causa del materiale; così come un riferimento ironico al modo in cui le rughe sono tollerate a causa dello status relativamente elevato di chi lo indossa. Questi sono generalmente considerati meno formali del barong Tagalog e sono anche riservati all'abbigliamento da ufficio quotidiano[28][29].
- I shirt-jack barong sono tagliati in stile giacca-camicia solitamente realizzati in poliestere-cotone, lino-cotone e i tipici tessuti gusót-mayaman. Reso popolare dai politici che indossano questo stile durante le campagne o gli incarichi sul campo, conferisce a chi lo indossa un look a metà tra il casual e l'elegante.

## Rapporto con laGuayabera
Il barong Tagalog è un possibile precursore della guayabera, una camicia popolare nelle comunità latinoamericane dalla fine del XIX secolo. Potrebbe essere stato introdotto per la prima volta in Messico attraverso i galeoni di Manila e adattato per utilizzare tessuti locali in assenza di piña o abacá. Una variante della guayabera tradizionalmente indossata nello Yucatan è ancora chiamata "filipina".

## Galleria d'immagini

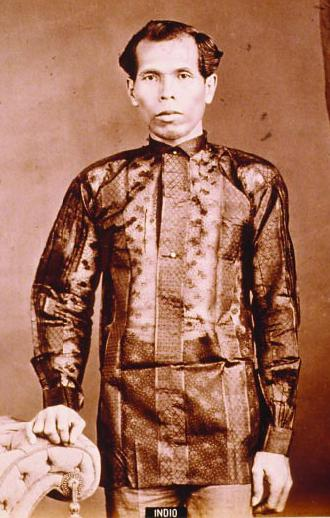
Un filippino nativo in un barong Tagalog di colore scuro della fine del XIX secolo, dalle collezioni della Biblioteca Nacional de Madrid (1870 circa).
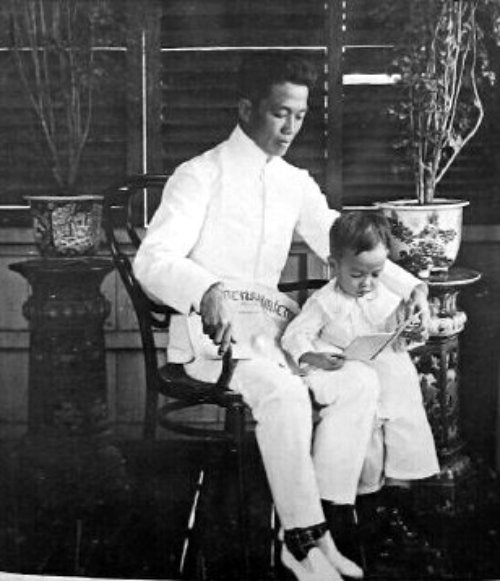
Emilio Aguinaldo, in un baro cerrada, con suo figlio (1906).
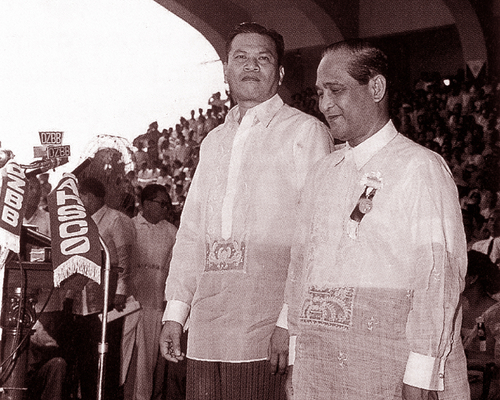
Ramon Magsaysay e il suo (eventuale) successore, il vicepresidente Carlos P. García, durante la loro inaugurazione il 30 dicembre 1953.
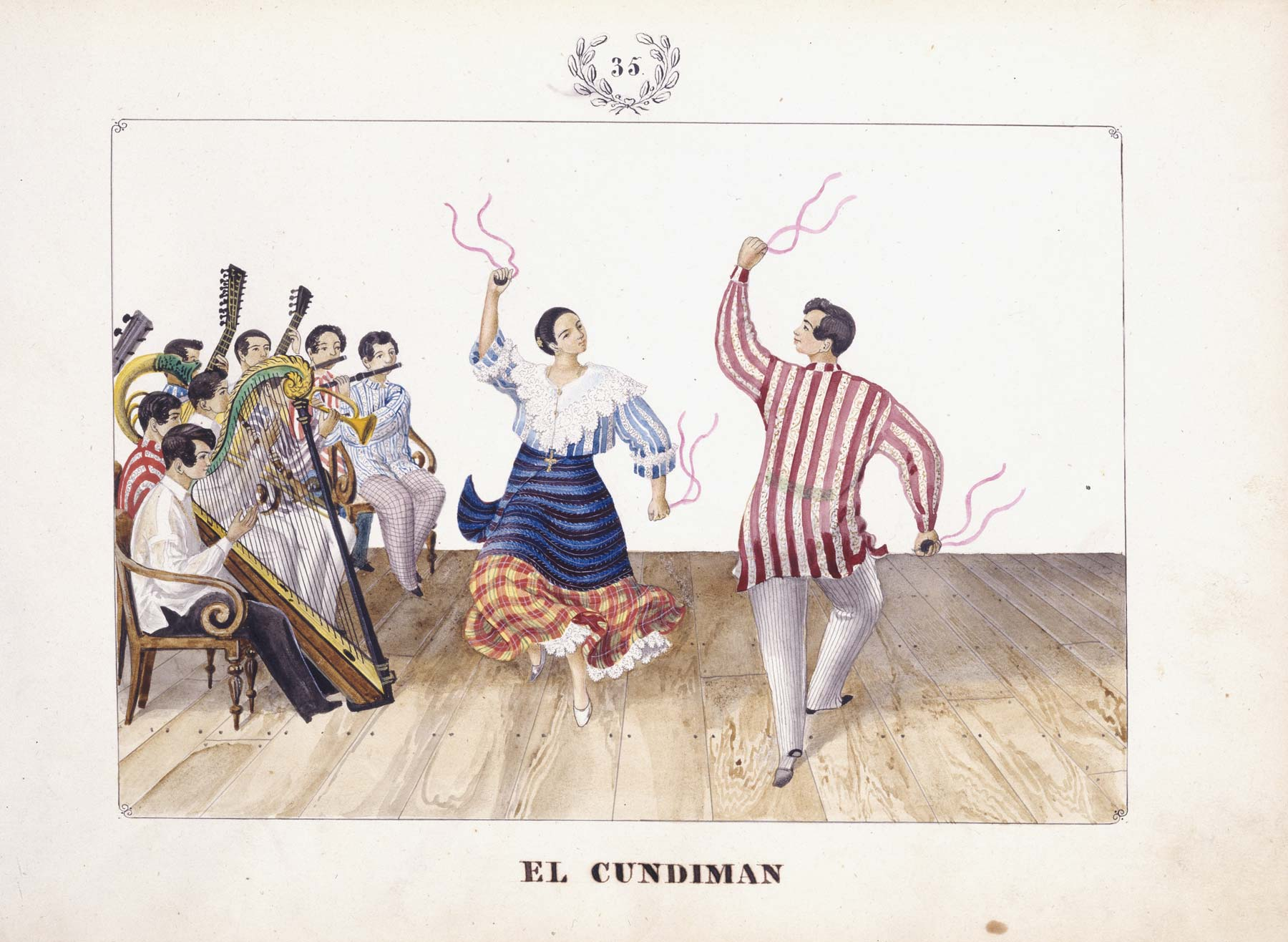
El Cundiman di José Honorato Lozano (1847 circa), che mostra ballerini in barong Tagalog a strisce colorate e baro't saya.
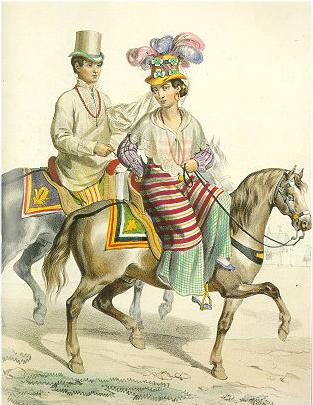
Meticci nelle Filippine in barong Tagalog e baro't saya di Jean Mallat de Bassilan (1846 circa).
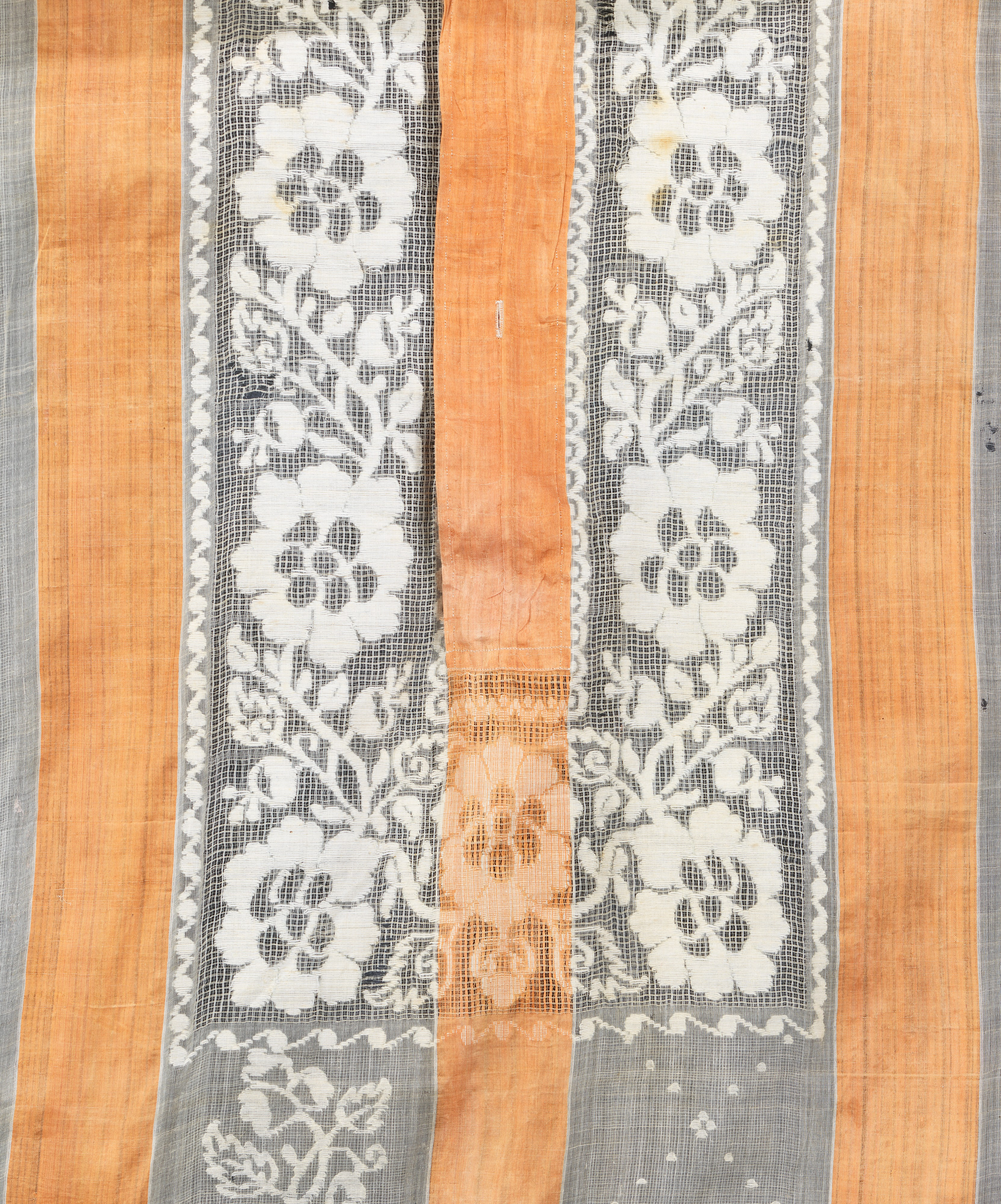
Particolare del ricamo calado sulla pechera di una piña barong Tagalog (1850 circa).
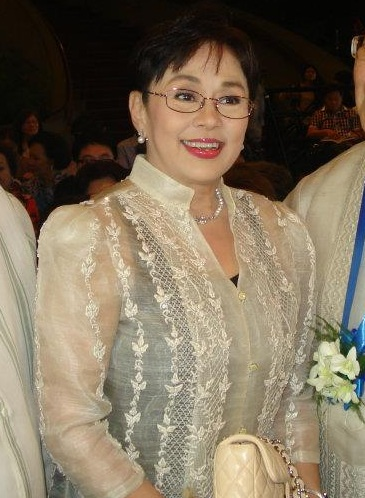
Vilma Santos in una versione femminile del barong Tagalog.
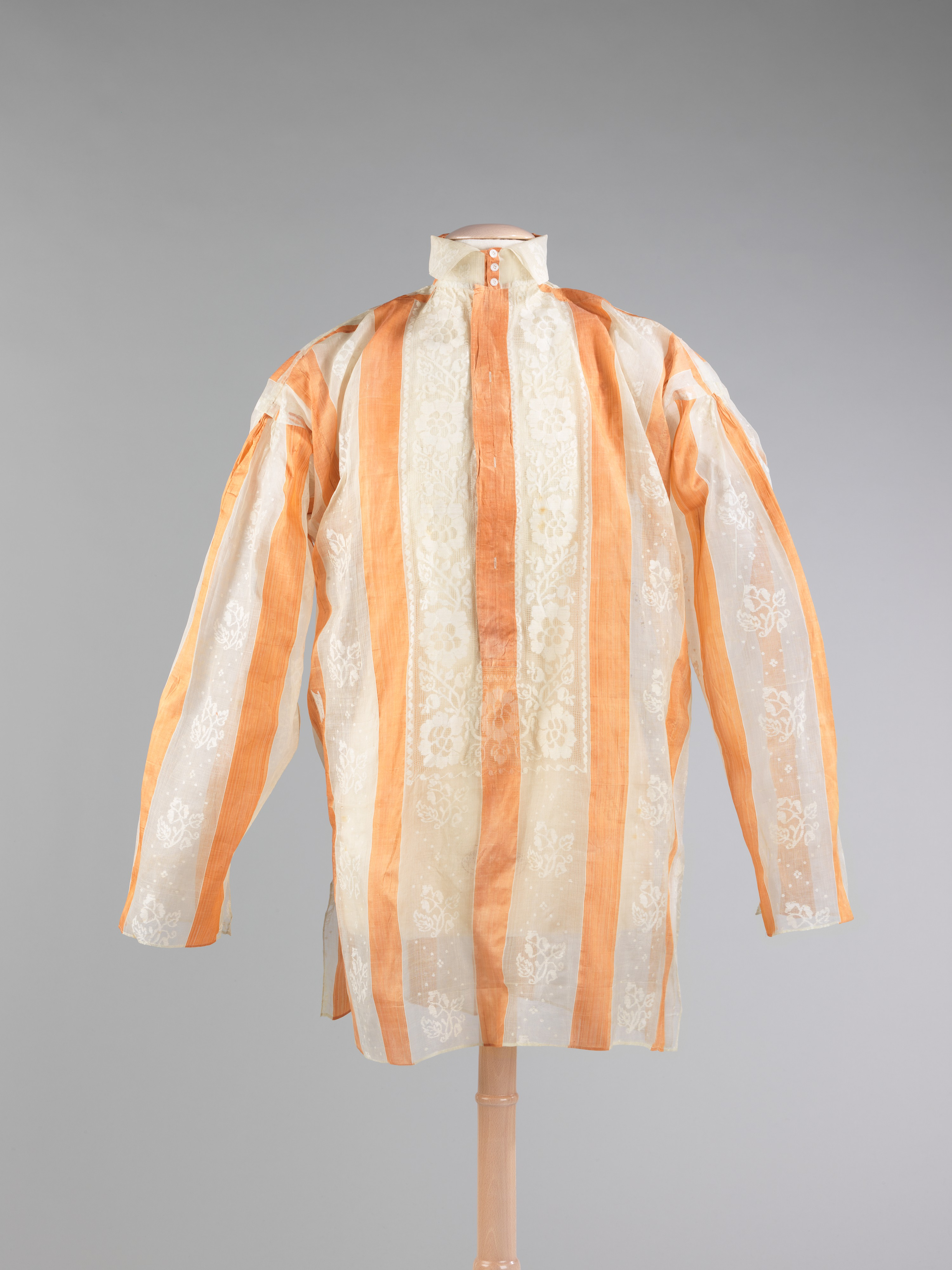
Barong Tagalog a strisce realizzato con piña nel Metropolitan Museum of Art (1850 circa).
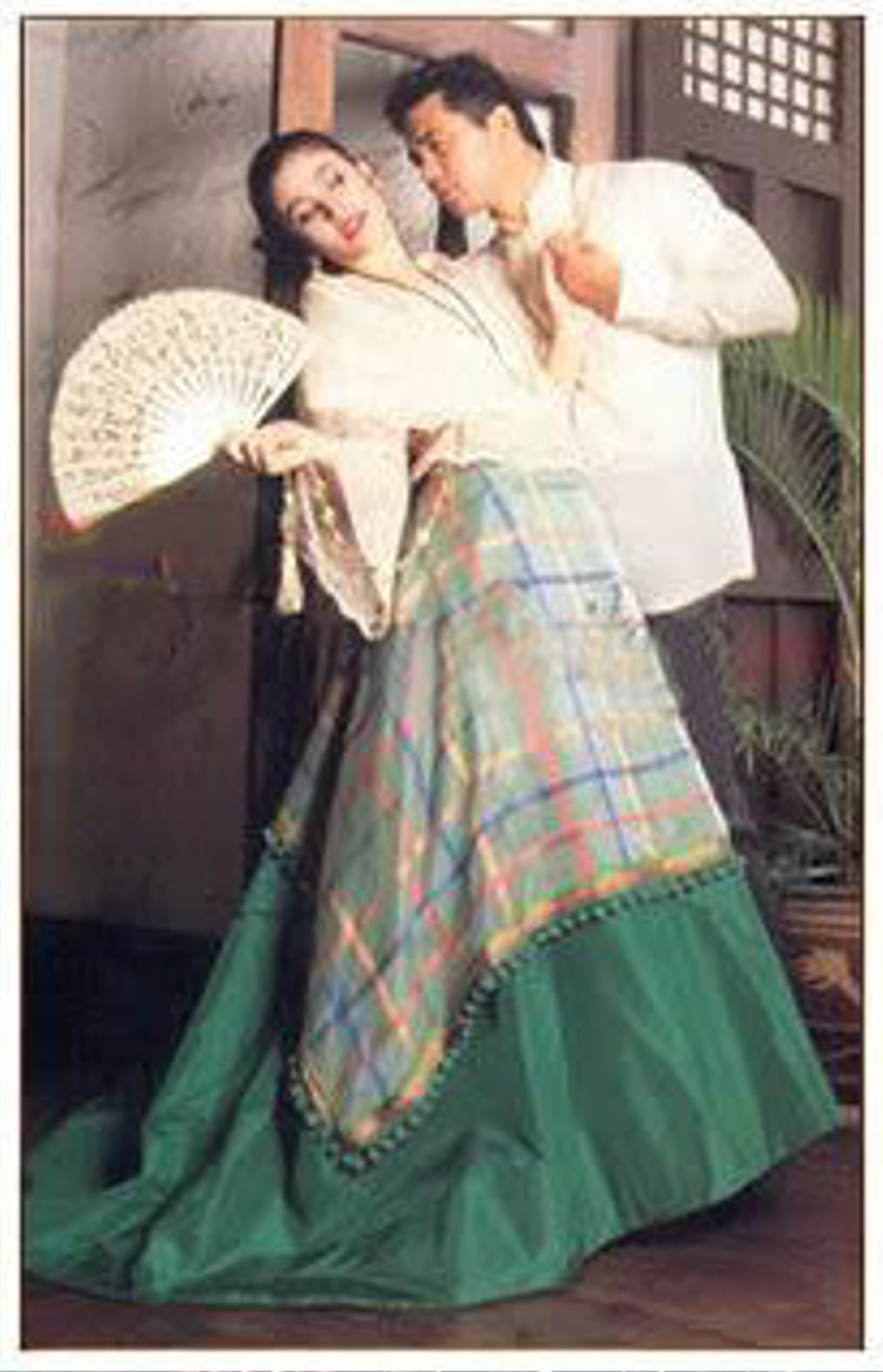
Baro't saya e barong Tagalog indossati dai ballerini di Cariñosa.